# Fadila Nafati
Fadila Nafati –en árabe, فضيلة النفاتي– (nacida el 10 de octubre de 1987) es una deportista tunecina que compitió en atletismo adaptado. Ganó una medalla de bronce en los Juegos Paralímpicos de Río de Janeiro 2016 en la prueba de lanzamiento de peso (clase F54).

## Palmarés internacional
| Juegos Paralímpicos | Juegos Paralímpicos     | Juegos Paralímpicos | Juegos Paralímpicos |
| Año                 | Lugar                   | Medalla             | Prueba              |
| ------------------- | ----------------------- | ------------------- | ------------------- |
| 2016                | Río de Janeiro (Brasil) | Medalla de bronce   | Peso F54            |